# Tomorrow (스테파니 싱글)
Tomorrow는 대한민국 가수 스테파니의 네 번째 디지털 싱글이다. 2016년에 발매되었다.

## 수록곡
1. Tomorrow
2. Tomorrow (Instrumental)